# سونيك إكس-تريم
سونيك إكس-تريم (بالإنجليزية: Sonic X-treme)‏ هي لعبة منصات كان من المقرر إصدارها في عام 1996، لكنها ألغيت قبل أن تصل إلى الأسواق. كانت اللعبة تعمل على منصتي سيغا ساترن ومايكروسوفت ويندوز.